# Radvanovské skalky
Radvanovské skalky je chráněný areál v oblasti Prešov.
Nachází se v katastrálním území obce Radvanovce v okrese Vranov nad Topľou v Prešovském kraji. Území bylo vyhlášeno v roce 1990 na rozloze 0,7619 ha. Ochranné pásmo nebylo stanoveno.